# Heinrich Barbl
Heinrich Barbl (ur. 3 marca 1900 w Sarleinsbach, data i miejsce śmierci nieznane) – austriacki hydraulik, uczestnik akcji T4, członek personelu obozu zagłady w Bełżcu.

## Życiorys
Urodził się w austriackim Sarleinsbach. Z zawodu był hydraulikiem. Po rozpoczęciu II wojny światowej został zwerbowany do personelu akcji T4, czyli tajnego programu eksterminacji osób psychicznie chorych i niepełnosprawnych umysłowo. Służył w „ośrodku eutanazji” na Zamku Hartheim.
Podobnie jak wielu innych weteranów akcji T4 został przeniesiony do okupowanej Polski, aby wziąć udział w eksterminacji Żydów. Na początku 1942 roku rozpoczął służbę w obozie zagłady w Bełżcu. Uczestniczył tam w budowie pierwszych komór gazowych. Ze względu na jego przedwojenny fach powierzono mu zadanie zainstalowania przewodów, które doprowadzały do komór spaliny wytwarzane przez zdobyczny sowiecki silnik. Nieco później wykonał tę samą pracę w obozie zagłady w Sobiborze.
Po uruchomieniu Bełżca został obozowym hydraulikiem i elektrykiem. Pełnił też służbę na terenie tzw. obozu II, czyli w strefie zagłady, w której znajdowały się komory gazowe i masowe groby. Notorycznie nadużywał alkoholu, prawdopodobnie z tego powodu zimą 1942/43 komendant Gottlieb Hering ukarał go uwięzieniem w bunkrze-karcerze. Ze względu na swe pijaństwo i ograniczony intelekt był obiektem kpin ze strony innych członków załogi. Hering zwolnił go z obowiązku wykonywania egzekucji w obozowym „lazarecie”, uzasadniając to stwierdzeniem, że Barbl „jest tak stuknięty, że mógłby zastrzelić nas, zamiast Żydów”. Niektórzy członkowie załogi podejrzewali, że Barbl z rozmysłem udawał osobę ograniczoną intelektualnie, aby uniknąć wykonywania najbardziej uciążliwych zadań. Brak informacji, które wskazywałyby, że wykazywał się okrucieństwem wobec żydowskich więźniów.
Z ustaleń zachodnioniemieckiej prokuratury, która na początku lat 60. prowadziła śledztwo w sprawie zbrodni popełnionych w Bełżcu, wynika, że Barbl najprawdopodobniej przeżył wojnę, a po jej zakończeniu powrócił do Austrii.